# Lenkradsperre
Die Lenkradsperre (auch Lenkradschloss) dient als Sicherung gegen unbefugte Benutzung eines Kraftfahrzeugs. Dies ist die einfachste und verbreitetste Art der Sicherung gegen unbefugte Benutzung. 

## Funktionsweise
Meist wird ein mit dem Zündschloss kombinierter Bolzen in eine Nut in der Lenksäule hineingeschoben, wenn der Schlüssel abgezogen wird. Dieser Bolzen rastet bei eingeschlagenen Vorderrädern ein, sodass man nur im Kreis fahren könnte. So wird das Betätigen der Lenkung verhindert. Erst beim Drehen des Schlüssels (Aktivieren der Zündung) wird der Bolzen wieder herausgezogen und das Fahrzeug ist damit wieder lenkbar.
Neben dieser rein mechanischen Ausführung gibt es heute auch ELV (Elektronische Lenkradverriegelung) genannte Systeme, bei denen die Lenksäule durch elektrische Aktoren verriegelt wird.
Das Lenkradschloss ist üblicherweise mit gehärteten Abreißschrauben an der Lenksäule befestigt. Es kann daher nur durch Abschleifen der Schraubenköpfe entfernt werden. Die Schutzplatte aus gehärtetem Stahl direkt am Eingang verhindert das Aufbohren des Schlosszylinders. Auch mit Schleifwerkzeug benötigt man mindestens eine Stunde, um ins Innere des Zylinders vorzudringen.

## Rechtliches
Eine derartige Sicherung ist in Deutschland bei PKW und Krafträdern durch § 38a StVZO gefordert.
Bei Fahrzeugen ab Erstzulassung 1995 ist jedoch eine zusätzliche, meist elektronische, Wegfahrsperre vorgeschrieben, welche den unbefugten Motorlauf bzw. Motorstart verhindert.

## Ähnliche Einrichtungen
- Die Lenkradkralle erzielt die gleiche Wirkung, bietet jedoch einen höheren Schutz.